# Shou bo
 (juillet 2021).
- Si vous ne connaissez pas le sujet, laissez ce bandeau (vous pouvez alors contacter les auteurs).
- Si vous supprimez le contenu mis en cause (vous pouvez préalablement contacter les auteurs),

argumentez précisément cette suppression dans la page de discussion
(un manque de référence n'est pas un argument ; une recherche réelle de référence doit avoir été effectuée, être formellement documentée).
 (décembre 2009).
Si vous disposez d'ouvrages ou d'articles de référence ou si vous connaissez des sites web de qualité traitant du thème abordé ici, merci de compléter l'article en donnant les références utiles à sa vérifiabilité et en les liant à la section « Notes et références ».
Art martial chinois à part entière, le Shou Bo 手搏, signifie littéralement « combat à mains nues » (shǒu 手 « main » et bó 搏 « combat »). Plusieurs anciens écrits chinois font référence, tout au long de l’histoire, à cette forme de combat. 

## Quelques repères historiques
Les historiens identifient les premières traces de sa pratique vers le IIIe siècle av. J.-C., sous la dynastie Qin 秦 (221-206 av. J.-C.). Cette forme de combat se caractérise alors par l'utilisation connexe de différentes techniques – percussions via l’usage des poings et des pieds, préhensions grâce à des combinaisons de saisies et de projections diverses – et se perpétuera jusqu'à la fin de la dynastie Song 宋 (960-1279). 
Plus précisément, l’examen des anciens écrits renvoie, au cours de cette longue période qui se situe entre les Qin et les Song, à plusieurs appellations pour qualifier ce style de combat. Si sous la dynastie Qin, le terme Shou Bo est essentiellement employé, sous la dynastie Han 汉 (202-221) lui est associé, indistinctement, le terme Bian 卞. Au cours de la dynastie Sui 随 (581-618), l’expression Shou Bo semble, à nouveau, seule évoquée. Pendant le règne de la dynastie Tang 唐 (618-907), on parle indifféremment de Shou Bo et de Jiao Di 角抵. Sous les Cinq dynasties 五代 (907-960), un livre intitulé Jiaoli Ji 角力记 présente l’histoire, les théories et l’éventail des techniques de combat. Enfin, avec l’avènement de la dynastie Song (960-1279), deux expressions, Shou Bo et Xiang Bo 相扑, font communément référence à la même forme de combat alors en usage. À cette période, des compétitions sur l'ensemble du territoire chinois sont planifiées. Les combats représentent des évènements populaires très appréciés. Ils se tiennent tantôt dans de vastes arènes, tantôt dans des foires. Les protagonistes en lice usent des quatre déclinaisons techniques Da 打, Ti 踢, Na 舒, et Shuai 摔, c’est-à-dire respectivement la boxe avec les mains, la boxe avec les pieds, l’art des saisies et l’art des projections. La victoire est obtenue selon un des critères suivants : adversaire tombé au sol, abandon (blessure, knock-out) ou mise hors espace dévolu à l’affrontement. Sur le plan militaire, des départements spécifiques sont créés afin de manager, entraîner et sélectionner par des examens les combattants. 
À partir de la dynastie Yuan 元 (1279-1368), le développement du Shou Bo est interrompu en raison de la suprématie mongole en Chine. Les Mongols, redoutant les révoltes chinoises, interdisent les formes de combat caractérisées par l’emploi associé des percussions et des préhensions. Seule la lutte dans la version traditionnelle de celle des hommes des steppes – la Boke 搏克 – caractérisée par l’usage unique de techniques de saisies et de projections et dont les Mongols sont de fervents pratiquants depuis des générations, est permise. Les techniques de coups de poing et de coups de pied sont uniquement tolérées dans les représentations artistiques chinoises – opéra – et au cours de ponctuelles démonstrations populaires – évènements folkloriques – dans les villages. Toutefois, derrière ces démonstrations scéniques en apparence mimées et très douces, se révèlent souvent des experts qui perpétuent secrètement et malgré l’interdiction impériale, un enseignement plus profond de techniques de combat redoutables. 
Il faut, néanmoins, attendre la dynastie Ming 明 (1368-1644) pour que les techniques de percussion Da et Ti ainsi que les diverses formes de boxe associées soient officiellement réhabilitées et identifiées sous l'appellation Quan Shu 拳术. Peu après, il semble que l’expression Shou Bo tombe en désuétude. On n’en retrouve pas trace dans les documents écrits ultérieurs. C’est aussi sous les Ming qu’apparaissent les premières modalités de ce qui sera, plus tard – époque contemporaine – identifié sous l’appellation Shuai jiao. C’est-à-dire l’émergence d’une dynamique de combat chinoise au corps à corps essentiellement axée sur l’art des saisies (ná 拿) et des projections (shuāi 摔). Par la suite, au cours de la période historique de la dynastie Qing 清 (1644/1911), tous les empereurs, notamment Kangxi 康熙 (1662-1722) et Qianlong 乾隆 (1735-1796), pratiquent et sont de fervents admirateurs de la lutte au corps à corps dénommée Xiang Pu 相扑 ou Shan Pu 善扑 et qui devient un art extrêmement structuré. En créant un véritable bataillon d’experts en lutte – le Shanpuying 善扑管 – ces empereurs favorisent, plus encore, le développement d’une nette séparation entre les techniques de combat de type Na et Shuai et les techniques de combat de type Da et Ti. La lutte est alors une discipline extrêmement affinée. Elle se nourrit de différents courants régionaux – chinois, mongol, ouïgour, tibétain… – afin d’intégrer leurs particularités respectives. 
À l’avènement de la république de Chine 中华民国 (1912-1949), la lutte est officiellement identifiée sous le vocable Shuai jiao 摔角. De son côté, de la dynastie Ming jusqu’à la prise de pouvoir de la Chine par le parti communiste, le Quan Shu continu à se développer, épuré, progressivement, des techniques de lutte ; les adeptes objectivant, plus spécifiquement, une remarquable expertise dans les techniques de percussion. À l’instauration par Mao Zedong 毛泽东de la république populaire de Chine 中华人民共和国 (1949), est substituée au terme Quan Shu, l’expression Wu Shu 武术. Par ailleurs, une modification concernant un des sinogrammes du terme Shuai jiao est opérée ; 摔角 est remplacé par 摔跤 bien que la prononciation orale (phonétique) demeure identique. De nos jours, dans les cercles fédéraux des arts martiaux chinois, Wu Shu et Shuai Jiao sont des vocables communément employés en terres orientale et occidentale. 

## L’approche contemporaine du Shou Bo
- Si vous ne connaissez pas le sujet, laissez ce bandeau (vous pouvez alors contacter les auteurs).
- Si vous supprimez le contenu mis en cause (vous pouvez préalablement contacter les auteurs),

argumentez précisément cette suppression dans la page de discussion
(un manque de référence n'est pas un argument ; une recherche réelle de référence doit avoir été effectuée, être formellement documentée).
Riche de leurs diversités multiples, les arts martiaux chinois sont, de nos jours, pratiqués par de nombreuses personnes, de différents âges et selon des aspects très divers (éducatif, sanitaire, compétitif, guerrier…) souvent combinés. Si le Shou Bo, dans son réamorçage contemporain, conserve sa caractéristique originelle d'approche globale, il propose, néanmoins, une approche filtrée de son versant guerrier historique (connotation destructive). L'objectif du Shou Bo moderne est triple. Le premier est de proposer la pratique régulière d'une activité physique, sanitaire et éducative qui plonge ses racines dans la culture chinoise et spécifiquement adaptée au profil de chaque pratiquant. Le second, est d’offrir un enseignement conjoint de techniques de percussion et de préhension, satisfaisant ainsi à un large panel de compétence en auto-défense, mais sans excès inutile de développement destructif du tiers opposant. 
En tant que discipline de combat chinoise, le Shou Bo s’appuie sur le bien-fondé de l’expression poétique souvent rappelée dans le milieu des arts martiaux « Wu Shu De Jing Hua Zai Yu Ji Ji, Ji Ji De Jing Hua Zai Yu De 武术的精华在于技击、技击的精华在于德 » à savoir « Si la quintessence de l’art de combat provient du cœur du combat et demeure au cœur du combat, la quintessence du cœur du combat doit être mue par la vertu ». En conséquence, en Shou Bo, la méthode et les moyens rendent compte d’une recherche constante d’intentions et d’applications non délétères : esquive plutôt que confrontation, réorientation ferme plutôt que zèle traumatique. Pour cela, le Shou Bo intègre, à l’enseignement des multiples combinatoires que suppose son panel technique – pieds, poings, saisies, projections – tous les fondements tactiques et philosophiques du Shuai jiao (lutte traditionnelle chinoise). Sous l’angle taoïste, le jeu dynamique des concepts ancestraux Yin 阴 et Yang 阳, contraires complémentaires, sans cesse en interaction. « Jamais de fixité, chaque initiative étant subordonnée à la perception du caractère transitoire de toute situation ». Les notions de couple de force et d’angle de projection associées à une expertise des saisies favorisent, par ailleurs, un usage optimal de la force de l’adversaire à ses dépens.
Toutefois, choisir d’accompagner une action perturbatrice pour la canaliser plutôt qu'acter un immédiat et réitéré « faire-face » frontal, suppose, au-delà de capacités techniques avérées, une attitude mentale particulière. D’où la référence au concept confucianiste de Wu De 武德 qui signifie « vertu dans le combat » et, par extension, « éthique dans l’art du combat ». Cultiver le Wu De suppose de développer les cinq vertus traditionnelles. Ren 仁 : humanité, bienveillance ; Zhe 智 : intelligence utile, sagesse, sagacité ; Li 礼 : politesse, courtoisie, bonnes manières ; Yi 义 : loyauté, devoir, obligation ; Xin 信 : confiance, honnêteté. Autant de qualités humaines subordonnées à l’émergence d’une attitude éthique, qui, associées aux principes tactiques précédemment relatés, incarnent un large champ d’investigations susceptible de participer à l’épanouissement de l’individu, tant dans ses rapports avec autrui, tant dans ses rapports avec lui-même. 
Le troisième objectif du Shou Bo moderne, plus orienté vers le domaine sportif, est de proposer, au public (souvent jeune) attiré par le cadre compétitif, une discipline chinoise de combat qui s’appuie sur les fondamentaux traditionnels Da, Ti, Na et Shuai tout en garantissant des critères d’engagement sécurisé pour les compétiteurs. Le Shou Bo moderne offre, en effet, un cadre sécuritaire et réglementaire très strict favorisant notamment le maintien de l'intégrité physique des combattants. Pour exemple et contrairement au Sanda 散打 (version compétitive actuelle du Sanshou 散手), les techniques de poings et de pieds sont prohibées au niveau de la tête minimisant ainsi les risques de traumatismes cérébraux. Si l’on peut comprendre qu’une orientation martiale, au sens littéral de l’expression « orientation dans un contexte de guerre », se satisfasse d’un dommage collatéral occasionné à l’opposant, par contre, d'un point de vue de l'esprit sportif contemporain et de la fondamentale protection de l'intégrité physique des protagonistes (débutant ou de haut niveau), la logique compétitive, doit veiller à écarter les techniques d’engagement susceptibles de présenter des risques traumatiques majeurs. 
Depuis des années, en France comme en Chine, relativement au vivier des jeunes pratiquants d’arts martiaux chinois, les groupements fédéraux constatent que le cadre compétitif de type Sanda attire très peu. Certains entraîneurs soulignent que l’autorisation du K.O. (knock-out) au sein du règlement, avec les poings ou les pieds, représente un frein majeur à cet investissement. De nos jours, rare est le sportif qui accepte de prendre le risque de s’adonner à une compétition avec un risque, aussi minime soit-il, de traumatisme sérieux à l’issue. Le jeu, car le sport est par définition un jeu avec des règles, n’en vaut pas la chandelle ou la coupe. Quelques responsables internationaux s’en sont fait l’écho à l’occasion de l’instruction des candidatures à l’introduction de nouvelles disciplines aux Jeux olympiques de 2008 à Pékin. En cela et pour d’autres raisons, l’IWUF (International Fédération of Wushu) n’a pas concrétisé son souhait initial de présenter le Sanda au CIO (Comité international olympique) préférant en 2002 appuyer la candidature du Wu Shu sportif (versant technique), sans succès néanmoins. Sans doute la prise en compte des bilans de certaines discussions renouvelées sur le thème du K.O. au sein du CIO. et ses conséquences sur le maintien ou non de la boxe anglaise et du taekwondo aux JO ultérieurs ont, en la matière, été porteur d’enseignement et, peut-être, participer à stopper l’initiative de présentation du Sanda. Quoi qu’il en soit, depuis ce désenchantement olympique, un relais différent a pris naissance. Plusieurs promoteurs d’évènements lucratifs favorisent, en effet, l’émanation de circuits professionnels de Sanda, en Chine et aux États-Unis. Les affrontements s’effectuent en short, sur un ring. Le règlement limite les protections et favorise certaines techniques non dénuées de risques pour les protagonistes. Ce type de confrontation occasionne parfois des blessures sérieuses. Bien que certains combattants aient une préparation digne d’athlètes de haut niveau, il demeure que cet exercice mercantile (gains financiers conséquents en récompense) reste très éloigné des principes philosophiques que les arts martiaux chinois sont censés véhiculer. Les vieux professeurs chinois n’apprécient pas ces entreprises. Tout comme ils exècrent d’autres spectacles outranciers, censés représenter, au sein d’une cage, l’affrontement de néo-gladiateurs. Cette effervescence guerrière, apanage du « sans règle », show médiatiquement tendance, est à l’opposé de l’image que souhaitent véhiculer la plupart des enseignants d’arts martiaux auprès de leurs élèves.

## Le versant sportif du Shou Bo: respect et non-violence
Le Shou Bo moderne souhaite vraiment s’inscrire dans un cadrage autre. Un cadrage plus éducatif, susceptible de répondre à la perspective d’une sincère représentation des valeurs sportives et de fair-play d'une discipline de combat chinoise. L’orientation du Shou Bo moderne est fondamentalement non violente et les qualités de pratique qu'il requiert (vitesse, souplesse, intelligence, habileté, tactique, stratégie…) incarnent une réflexion qui reflète assez justement l'esprit chinois de l'adversité dans le respect de l'autre, du duel sportif sain et structurant. 
Les compétiteurs, revêtus d’un pantalon, d’une veste identique à celle utilisée en lutte traditionnelle chinoise Shuai jiao, d’une paire de gants qui permet une saisie effective (doigts dégantés avec espaces interdigitaux libres), de protections adéquates (coquille, protège-tibias, protège-seins pour les femmes…) évoluent debout et peuvent combiner préhension et percussion. L’usage dynamique des distances d’opposition et l’alternance des saisies véhiculent une dimension ludo-sportive particulière. Être perturbé, par exemple, par une saisie franche de l’adversaire, qui vient de « casser » la distance, alors que vous êtes en train d’initier un coup de pied interroge rapidement sur vos capacités tactiques de recouvrement d’une stabilité convenable. Cela donne une perspective sensiblement différente de l’assaut essentiellement percussif. Par ailleurs, exécuter une saisie ou une projection de l’adversaire avec le risque d’être contré en percussion(s) nécessite une gestion anticipatoire de ce type de probable. Ceci suppose un point de vue plus large que la simple joute préhensive. Les combinaisons de déplacements, de points particuliers de saisie de la veste (manche, col, revers, etc), d’applications de force mesurées (pousser, tirer, parer, secouer, renverser…) et de certains angles d’attaques particuliers, favorisent la mise en œuvre de nombreuses stratégies susceptibles de déstabiliser l’adversaire. Ces multiples sollicitations développent chez les pratiquants de réelles capacités d’adaptation. 
Signalons aussi que l'orientation particulière donnée à l'attribution des points (valeur plus ou moins importante) selon les techniques employées par les compétiteurs durant les rencontres, satisfait précisément à une dynamique spectaculaire des combats (intérêt du public). La simple règle pénalisant tout contact avec le sol avec une partie du corps autre que les pieds détermine, à elle seule, un engagement réfléchi, moins confus, plus élégant, de la part des protagonistes en compétition. Il faut bien comprendre que le versant compétitif du Shou Bo ne souhaite aucunement se substituer au Sanshou (Sanda) car l’orientation du Shou Bo moderne est sur de nombreux points fondamentalement différente. Les règles intrinsèques au versant sportif de cette discipline favorisent fondamentalement le jeu sportif sécurisé mettant à distance volontairement la dimension martiale (guerrière) car globalement le contexte sportif ne se prête pas à cette dernière. Les adeptes des arts martiaux qui souhaitent, pour des raisons personnelles, se confronter à autrui et par extension à eux-mêmes, dans un contexte de type Sanda ou autre, sont libres d’expérimenter leurs recherches. La démarche est respectable, simplement elle ne me semble pas adaptée à la majorité des jeunes pratiquants qui souhaitent s’engager dans une dimension ludo-sportive contemporaine. « Une montagne, mille chemins » dit l’adage, mais l’abord de tous les chemins n’augure pas du même risque et de la même quiétude… 
Depuis quelques années les compétitions de Shou Bo se développent. Après l’engouement révélé à l’occasion de compétitions françaises et européennes, plusieurs universités chinoises en sciences du sport se sont sérieusement intéressées aux caractéristiques sportives moderne de cette discipline historiquement tracée dans les vieux textes chinois. En juillet 2005, à la demande de plusieurs responsables de certaines universités, j’ai présenté, accompagné de certains de mes élèves français, les modalités sportives du Shou Bo moderne. Ce séminaire a été l’occasion de nombreux échanges privilégiés avec des responsables et des entraîneurs de haut niveau dans le milieu du sport chinois. L’intérêt et le vif enthousiasme des universitaires chinois pour cette discipline semble augurer une dynamique favorable. Nos interlocuteurs ont souhaité s’associer au projet sportif de développement international.